# Chmilnyk (Zakarpatská oblast)
Chmilnyk, česky a slovensky také Komluš (ukrajinsky Хмільник, maďarsky Komlós) je vesnice ležící v centrální části Zakarpatské oblasti Ukrajiny, asi 23 km jihovýchodně od Mukačeva v okrese Berehovo (dříve v okrese Iršava). Je částí obce Kamjanske v kamjanském jednotném územním společenství (hromadě).

## Historie
První písemná zmínka pochází z roku 1341. V roce 1910 mělo 531 obyvatel, z toho 363 Rusínů a 168 Maďarů. K Rusínské řeckokatolické církvi se hlásilo 404 věřících, 12 bylo protestantů a 11 bylo Židů.
V minulosti vesnice patřila Rakousku-Uhersku, od jeho rozpadu v roce 1918 až do roku 1938 byla pod názvem Komluš součástí Podkarpatské Rusi, která byla součástí Československa. Roku 1945 byla Podkarpatská Rus spolu s vesnicí připojena k Ukrajinské SSR.

## Doprava
Městem prochází úzkokolejná Boržavská hospodářská dráha.